# Farbenzwerg

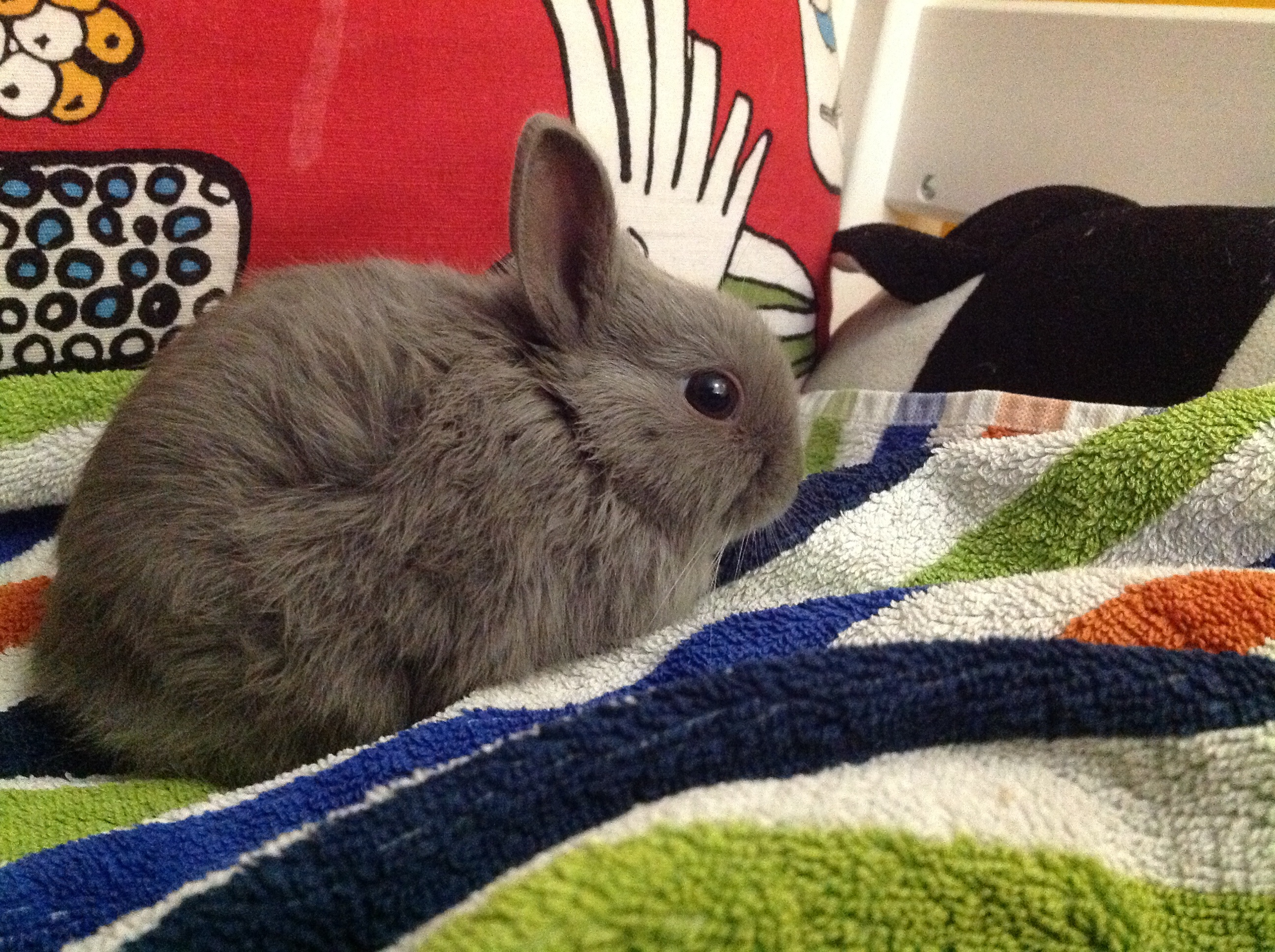
Ein 5 Wochen altes Jungtier

Die Farbenzwerge sind eine Rasse der Zwergkaninchen. Sie werden 8 bis 10 Jahre alt.

## Geschichte der Rasse
Die Farbenzwerge wurden unter Verwendung des Hermelinkaninchens und von Wildkaninchen zuerst in den Niederlanden gezüchtet. Die ersten Tiere wurden 1939 vom Züchter Hoefmann vorgestellt. Bedingt durch den Zweiten Weltkrieg und die deutsche Besetzung der Niederlande erfuhr auch die Zucht der Farbenzwerge schwere Rückschläge. Erst 1955 in Amsterdam und 1957 wurden wieder Farbenzwerge auf Ausstellungen gezeigt. Zwar waren bereits 1939 Farbenzwerge nach Deutschland eingeführt worden, es kam aber, bedingt durch die bereits 1936 vorgenommene Ausrichtung der Reichsfachgruppe Kaninchenzüchter e. V. auf die reine Wirtschaftlichkeit der Kaninchenzucht (Ziel der Selbstversorgung im Rahmen der Kriegsvorbereitungen) und den ausbrechenden Zweiten Weltkrieg, auch hier zu keiner Entwicklung der Rasse. Erst 1948/49 erschienen wieder Zwergkaninchen in Westdeutschland und wurden 1956 im Standard anerkannt.
In der DDR war, bedingt durch die Trennung Europas, die Beschaffung von Zwergkaninchen aus den Niederlanden oder der Bundesrepublik schwierig bis unmöglich. Hier kam es deshalb zur eigenständigen Herauszüchtung von Farbenzwergen, ebenfalls unter Verwendung rotäugiger Hermelinkaninchen und Wildkaninchen.

## Farbenzwerge heute

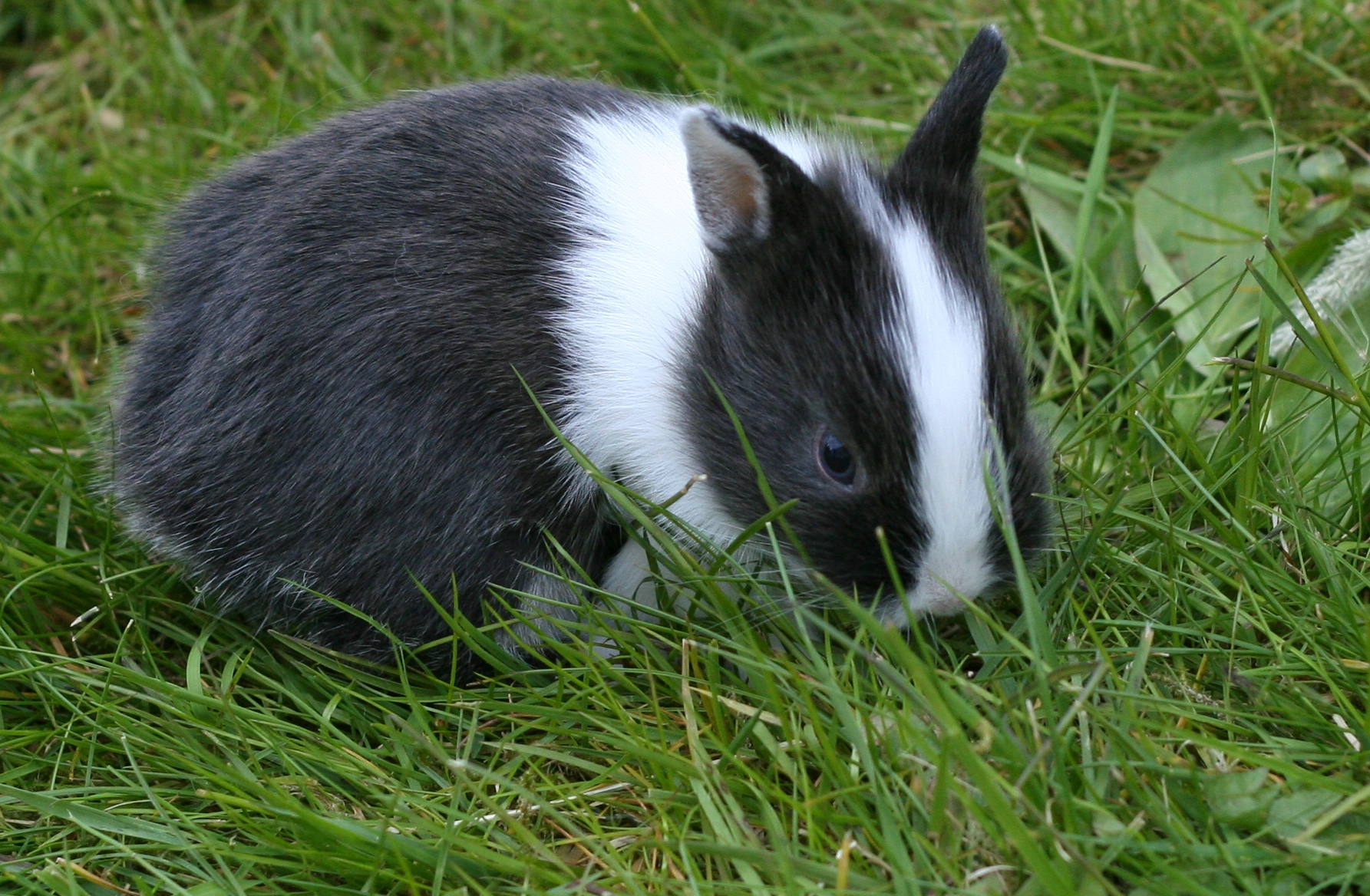
Jungtier in Holländerfärbung

Die Farbenzwerge gehören heute zu den beliebtesten Kaninchenrassen, sowohl bei Rassekaninchenzüchtern als auch bei Heimtierhaltern.
Die charakteristische, von den anderen Kaninchenrassen unterschiedliche Körperform mit dem rundlichen, kompakten Körper, den kurzen kleinen Läufen und dem relativ großen Kopf mit den großen Augen und den eng zusammenstehenden kurzen Ohren der Farbenzwerge wird, wie beim Hermelinkaninchen, durch den so genannten Zwergfaktor hervorgerufen. Das Gewicht der Farbenzwerge liegt idealerweise zwischen 1,1 und 1,35 kg, Tiere, die unter 1,0 kg bzw. über 1,5 kg wiegen, werden auf Rassekaninchenschauen von der Bewertung ausgeschlossen.
Mittlerweile ist eine Vielzahl von Farbenschlägen anerkannt und ständig werden weitere als Neuzüchtungen vorgestellt. Im Prinzip kann gesagt werden, dass jeder Farbenschlag, der bei den größeren Kaninchenrassen existiert, zumindest versuchsweise als Farbenzwerg gezüchtet wird. Zur Zucht von Punktscheckenzwergen siehe Genetik des Hauskaninchens.
Oft besitzen Farbenzwerge eine genetisch bedingte Zahnfehlstellung der Schneidezähne (Brachygnathia superior). Durch einen zu kurz gezüchteten Oberkiefer stehen die unteren Schneidezähne vor den oberen, sodass sich die Zähne nicht gleichmäßig abnutzen können. In so einem Fall müssen die Schneidezähne regelmäßig gekürzt werden, da das Kaninchen sonst kein Futter mehr aufnehmen kann. Das Kürzen sollte beim Tierarzt mit einer Trennscheibe erfolgen, ein Kürzen mit einer Zange ist nicht anzuraten, da die Zähne splittern können. Auf Ausstellungen werden diese Tiere von der Bewertung ausgeschlossen, tritt dieser Fehler auf, ist auf konsequente Auslese der Zuchttiere zu achten.